# Crotil

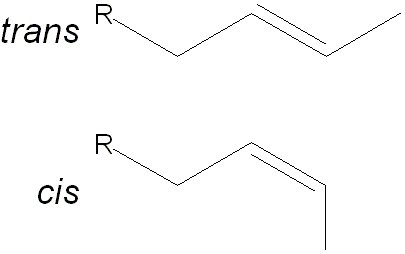
O grupo crotil, apresentando isomeria geométrica.

Crotil é o nome trivial do radical orgânico -CH2-CH=CH-CH3, cujo  nome IUPAC é but-2-enil.